# Douglas Kern
Douglas James „Doug“ Kern (* 10. Juli 1963 in Fort Riley) ist ein ehemaliger US-amerikanischer Segler.

## Erfolge
Douglas Kern nahm an den Olympischen Spielen 1992 in Barcelona neben James Brady als Crewmitglied des US-amerikanischen Bootes der Soling-Klasse von Skipper Kevin Mahaney teil. Nach sechs Wettfahrten im Fleet Race qualifizierten sie sich mit 24,4 Punkten als Erste für die Endrunde, die im Match Race ausgetragen wurde. Mit vier Siegen und einer Niederlage zogen sie ins Halbfinale ein. Nach einem 2:0-Erfolg gegen das britische Boot folgte im Finale eine 0:2-Niederlage gegen die Dänen, womit diese Olympiasieger wurden und die US-Amerikaner die Silbermedaille erhielten. Im Vorfeld zu den Spielen hatte Kern gemeinsam mit Brady und Mahaney bereits zwei Medaillen bei Weltmeisterschaften gewonnen. 1990 wurden sie in Medemblik Vizeweltmeister, ein Jahr darauf sicherten sie sich in Rochester Bronze.
Kern besuchte die University of Texas at Austin und arbeitete später in verschiedenen Unternehmen im Bereich Marketing.